# 29952 Varghese
29952 Varghese este un asteroid din centura principală de asteroizi.

## Descriere
29952 Varghese este un asteroid din centura principală de asteroizi. A fost descoperit pe 12 mai 1999 la Socorro, New Mexico, în cadrul proiectului LINEAR. Asteroidul prezintă o orbită caracterizată de o semiaxă mare de 2,57 ua, o excentricitate de 0,14 și o înclinație de 8,7° în raport cu ecliptica.